# 山形市立金井小学校
山形市立金井小学校（やまがたしりつ かないしょうがっこう）は、山形県山形市にある公立小学校である。

## 概要
山形市北西部にあり、山辺町に隣接している金井地区に小学校がある。学区内を左沢線や国道112号が通っている。近年学区内に団地が分譲されて児童数が山形市内では3番目の児童数となっている。

## 沿革
- 1900年（明治33年）5月 - 金井小学校として開校。8月には金井尋常小学校を併設。
- 1908年（明治41年）4月 -  内表尋常小学校を合併し金井尋常高等小学校に改称
- 1941年（昭和16年）4月 - 金井村国民学校に改称
- 1947年（昭和22年）4月 - 金井村立金井小学校に改称
- 1954年（昭和29年）10月 - 山形市と合併して山形市立金井小学校に改称
- 1977年（昭和52年）4月 - 山形市立西小学校が分離開校

## 学区
- 内表東、内表、梅野木前、上江、中江、江俣一丁目、江俣二丁目、江俣三丁目、江俣四丁目、江俣五丁目、北江俣、西江俣、追散、行才、江南二丁目5番･16番、江南三丁目22番から24番まで･28番、江南四丁目、北志戸田、東志戸田、南志戸田、志戸田、島、嶋南一丁目、嶋南二丁目、嶋南三丁目、嶋南四丁目、陣場一丁目、陣場二丁目、陣場三丁目、陣場、陣場新田、陣場南、菅原、鮨洗、瀬波一丁目、瀬波二丁目、瀬波三丁目、立道、豊原、横井、吉野宿[1]

## 卒業後
- 金井中学校へ進学する

## 著名な出身者
- 高梨健太 - 東京五輪2020バレーボール男子日本代表

- 手塚大（バレーボール選手、FC東京）
- 前田悟 - プロバスケットボール選手
- 大泉周也（プロ野球選手、福岡ソフトバンクホークス）